# Weg (Lengdorf)
Weg ist ein Gemeindeteil der Gemeinde Lengdorf im Landkreis Erding in Oberbayern.

## Lage
Die insbesondere historisch interessante Einöde Weg mit ihrer Heilig-Geist-Kapelle von 1777 liegt in der Gemarkung Lengdorf am Westufer der Isen nur 400 Meter von Außerbittlbach und 1,9 Kilometer südwestlich von Lengdorf.

## Geschichte

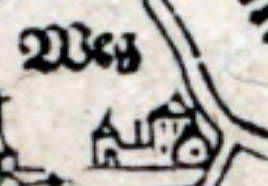
Der Adelssitz Weg auf Philipp Apians Bairischen Landtafeln

In Weg lag im Mittelalter der burgartige Edelsitz Weg des Geschlechts der Lanzenberger (ein Grabstein befindet sich in der Isener Pfarr- und Stiftskirche St. Zeno). Die einzige vorhandene Abbildung des Sitzes befindet sich auf Apians Bayern-Karte von 1566. Weg kam 1625/26 durch Tausch von Marquart Pfettner, Pfleger zu Moosburg an den Bischof Veit Adam von Gepeckh, Fürstbischof von Freising und wird 1654 im Salbuch des freisingischen Kastenamts Burgrain als Bauerngut bezeichnet.
An gleicher Stelle bestand eine Heilig-Geist-Kapelle, die in der Sunderndorfer Matrikel des Bistums Freising von 1524 als capella s. Spiritus am Weeg erwähnt wird. Diese capella wurde 1731 baufällig und durch einen Neubau Johann Baptist Lethners ersetzt, einer größeren Kirche mit 3 Altären und Turm. Der Turm der Kirche wurde jedoch schon wenige Jahrzehnte später sehr schadhaft (zumindest war das die offizielle Begründung des zuständigen Walpertskirchener Pfarrers Johann Adam Schuehbauer für den Abriss) und 1777 durch den heutigen kleinen Kapellenbau, einen Satteldachbau auf quadratischem Grundriss mit Lisenengliederung, ersetzt. Teile der Innenausstattung der Kirche Lethners wurden in der Kapelle weiterverwendet.

## Bevölkerung
Im Mai 1987 lebten in Weg sechs Einwohner in einem Wohngebäude, das in zwei Wohnungen aufgeteilt war.
| Jahr      | 1871 | 1925 | 1950 | 1970 | 1987 |
| Einwohner | 8    | 7    | 10   | 7    | 6    |

## Literatur

Heilig-Geist-Kapelle, Innenraum